# Petru Pascari
Petru Pascari (în rusă Пётр Андреевич Паскарь; n. 22 septembrie 1929, Stroiești, raionul Rîbnița, RSS Ucraineană, URSS) este un fost om de stat sovietic moldovean, care a îndeplinit în două rânduri funcția de președinte al Sovietului de Miniștri din RSS Moldovenească (1970–1976 și 1990).

## Biografie
Petru Pascari s-a născut la data de 22 septembrie 1929 în satul Stroențî din raionul Rîbnița, într-o familie de țărani. A absolvit cursurile Institutului Agronomic "M.V. Frunze" din Chișinău (1954) și apoi pe cele ale Școlii Superioare de Partid de la Moscova (1971). În anul 1976 a obținut titlul de candidat în științe economice.
Începând din februarie 1954 a lucrat ca agronom, apoi din septembrie 1955 ca agronom-șef în cadrul colhozurilor din Temeleuți și Ciadîr-Lunga. În anul 1956 a devenit membru al PCUS. În iunie 1958 este transferat ca agronom-șef la Inspecția raională Ciadîr-Lunga pe probleme de agricultură. În octombrie 1958 devine agronom-șef la Inspecția pentru agricultură și colhozuri din cadrul Ministerului Agriculturii din RSS Moldovenească.
Începând din iulie 1959 îndeplinește activități pe linie de partid, mai întâi ca responsabil cu organizarea. În noiembrie 1959 este numit în funcția de prim-secretar al Comitetului raional de partid Ciadîr-Lunga. În aprilie 1962 devine prim-viceministru al producției și achiziționării produselor agricole din RSS Moldovenească. Câteva luni mai târziu, în decembrie 1962, este cooptat în secretariatul CC al Partidului Comunist din RSSM. 
În perioada 24 aprilie 1970 - 1 septembrie 1976 a îndeplinit funcția de președinte al Sovietului de Miniștri din RSS Moldovenească. Începând din februarie 1971 a fost simultan și ministru al afacerilor externe. La cel de-al XXIV-lea Congres al PCUS din 1971 a fost ales ca membru supleant al CC al PCUS, aflându-se în această înaltă demnitate până în anul 1990. De asemenea, a fost membru al Biroului Politic al Partidului Comunist din RSSM. A îndeplinit și funcția de deputat în Sovietul Suprem al URSS în cinci legislaturi (1962-1966, 1970-1989).
În iulie 1976 este transferat ca prim-vicepreședinte al Comitetului de Stat al Planificării din URSS, cu sediul la Moscova. În martie 1988, devine vicepreședinte al Comitetului de Stat al Planificării din URSS și director al Secției de agrobusiness.
În perioada 10 ianuarie - 24 mai 1990 îndeplinește pentru a doua oară funcția de președinte al Sovietului de Miniștri din RSS Moldovenească. În data de 25 mai 1990, guvernul condus de Petru Pascari a demisionat și a fost înlocuit de guvernul condus de Mircea Druc, economist venit de la Cernăuți. Tot atunci, Petru Pascari este pensionat.
A fost decorat cu două Ordine Lenin, cu două Ordine Drapelul Roșu al Muncii și cu alte medalii.
Locuiește la Moscova, unde conduce Organizația regional-obștescă «Молдавское землячество» („Frăția moldovenească”).